# 2024–2025-ös magyar férfi jégkorongkupa
A 2024–2025-ös magyar férfi jégkorongkupa a Magyar Jégkorongszövetség által megrendezett Magyar Kupa ötvenhetedik szezonja. A bajnokságban 16 csapat vett részt. A címvédő a Hydro Fehérvár AV19. A négyes döntőt Officium Magyar Kupa Final Four néven rendezték meg. A győzelmet a Ferencvárosi TC szerezte meg.

## Lebonyolítás
A Magyar Kupában 16 csapat vett részt, négy fordulón keresztül játszottak a csapatok a négyes döntőbe jutásért. A fordulók 2 mérkőzésből álltak, mindegyik csapat egyszer otthon és idegenben is játszott. Az elődöntőket és a helyosztókat a Tüskecsarnokban rendezték meg. 
| Dátum              | Forduló              | Résztvevők |
| ------------------ | -------------------- | --- |
| 2024. október 15.  | 1. forduló           | DVTK Jegesmedvék Jégkorong Akadémia Újpesti Jégkorong Akadémia UNI Győr ETO HC Goodwill Pharma Szeged Lehel HC FTC-Telekom B |
| 2024. október 29.  | 1. forduló           | DVTK Jegesmedvék Jégkorong Akadémia Újpesti Jégkorong Akadémia UNI Győr ETO HC Goodwill Pharma Szeged Lehel HC FTC-Telekom B |
| 2024. november 12. | 2. forduló           | FEHA19 MAC Ikonok DEAC Az 1. forduló 3 továbbjutója                                                                          |
| 2024. november 26. | 2. forduló           | FEHA19 MAC Ikonok DEAC Az 1. forduló 3 továbbjutója                                                                          |
| 2024. december 3.  | 3. forduló           | UTE Budapest Jégkorong Akadémia U21 DVTK Jegesmedvék A 2. forduló 3 továbbjutója                                             |
| 2024. december 17. | 3. forduló           | UTE Budapest Jégkorong Akadémia U21 DVTK Jegesmedvék A 2. forduló 3 továbbjutója                                             |
| 2025. január 7.    | 4. forduló           | Budapest Jégkorong Akadémia HC FTC-Telekom Dunaújvárosi Acélbikák A 3. forduló 3 továbbjutója                                |
| 2025 január 14.    | 4. forduló           | Budapest Jégkorong Akadémia HC FTC-Telekom Dunaújvárosi Acélbikák A 3. forduló 3 továbbjutója                                |
| 2025. január 31.   | Elődöntők            | Hydro Fehérvár AV19 A 4. forduló 3 továbbjutója                                                                              |
| 2025. február 1.   | Döntő, bronzmérkőzés | Hydro Fehérvár AV19 A 4. forduló 3 továbbjutója                                                                              |

## Résztvevők
| Csapat                              | Város          | Stadion                        | Bajnokság         |
| ----------------------------------- | -------------- | ------------------------------ | ----------------- |
| DVTK Jegesmedvék Jégkorong Akadémia | Miskolc        | Miskolci Jégcsarnok            |                   |
| Újpesti Jégkorong Akadémia          | Budapest       | UTE Szilágyi utcai jégcsarnok  |                   |
| UNI Győr ETO HC                     | Győr           | Nemak Jégcsarnok               | Andersen Liga     |
| Goodwill Pharma Szeged              | Szeged         | Szegedi jégcsarnok             | Andersen Liga     |
| Lehel HC                            | Jászberény     | Jászberényi Jégpálya           | Andersen Liga     |
| FTC-Telekom B                       | Budapest       | FTC Sátras Jégpálya            | Andersen Liga     |
| FEHA19                              | Székesfehérvár | Ifjabb Ocskay Gábor Jégcsarnok | Erste Liga        |
| MAC Ikonok                          | Budapest       | Kisstadion                     | Andersen Liga     |
| DEAC                                | Debrecen       | Debreceni Jégcsarnok           | Erste Liga        |
| UTE                                 | Budapest       | Megyeri úti Jégcsarnok         | Erste Liga        |
| Budapest Jégkorong Akadémia U21     | Budapest       | Vasas Jégcentrum               | U21 bajnokság     |
| DVTK Jegesmedvék                    | Miskolc        | Miskolci Jégcsarnok            | Erste Liga        |
| Budapest Jégkorong Akadémia HC      | Budapest       | Vasas Jégcentrum               | Erste Liga        |
| FTC-Telekom                         | Budapest       | Tüskecsarnok                   | Erste Liga        |
| Dunaújvárosi Acélbikák              | Dunaújváros    | Dunaújvárosi Jégcsarnok        | Erste Liga        |
| Hydro Fehérvár AV19                 | Székesfehérvár | Alba Aréna                     | ICE Hockey League |

## Fordulók

### 1. forduló
| 2024. október 15. 17:10 | DVTK Jegesmedvék Akadémia | 2–2 (1–1, 0–0, 2–2) | Újpesti Jégkorong Akadémia | Miskolci Jégcsarnok, Miskolc Nézőszám: 67 |

| Jegyzőkönyv | Jegyzőkönyv  | Jegyzőkönyv            | Jegyzőkönyv   | Jegyzőkönyv                                                                                 |
| --- | ------------ | ---------------------- | ------------- | ------------------------------------------------------------------------------------------- |
| | Buda, Márton | Kapusok                | Váradi András | Játékvezetők: Mokrai Ádám Vincze Péter Tamás Vonalbírók: Besenyei Áron Crisan Hunor-Flavius |
| \| \| 0–1 \| 02:54 – Lőczi Barnabás \| \| Makai Miklós (Nemchinov Aleksandr, Punko Nazar) – 15:40 \| 1–1 \| \| \| Makai Miklós (Nemchinov Aleksandr, Orosz Dominik) – 45:59 \| 2–1 \| \| \| \| 2–2 \| 48:45 – Lőczi Barnabás \| |              |                        |               | Játékvezetők: Mokrai Ádám Vincze Péter Tamás Vonalbírók: Besenyei Áron Crisan Hunor-Flavius |
| 8 perc | Büntetések   | 8 perc                 |               | Játékvezetők: Mokrai Ádám Vincze Péter Tamás Vonalbírók: Besenyei Áron Crisan Hunor-Flavius |
| 35 | Lövések      | 28                     |               | Játékvezetők: Mokrai Ádám Vincze Péter Tamás Vonalbírók: Besenyei Áron Crisan Hunor-Flavius |
| | 0–1          | 02:54 – Lőczi Barnabás |               | Játékvezetők: Mokrai Ádám Vincze Péter Tamás Vonalbírók: Besenyei Áron Crisan Hunor-Flavius |
| Makai Miklós (Nemchinov Aleksandr, Punko Nazar) – 15:40 | 1–1          |                        |               | Játékvezetők: Mokrai Ádám Vincze Péter Tamás Vonalbírók: Besenyei Áron Crisan Hunor-Flavius |
| Makai Miklós (Nemchinov Aleksandr, Orosz Dominik) – 45:59 | 2–1          |                        |               | Játékvezetők: Mokrai Ádám Vincze Péter Tamás Vonalbírók: Besenyei Áron Crisan Hunor-Flavius |
| | 2–2          | 48:45 – Lőczi Barnabás |               |                                                                                             |

| 2024. október 15. 18:00 | Goodwill Pharma Szeged | 3–3 (0–1, 2–2, 1–0) | FTC-Telekom B | Szegedi jégcsarnok, Szeged Nézőszám: 350 |

| Jegyzőkönyv | Jegyzőkönyv  | Jegyzőkönyv                                                    | Jegyzőkönyv                      | Jegyzőkönyv                                                                                    |
| --- | ------------ | -------------------------------------------------------------- | -------------------------------- | ---------------------------------------------------------------------------------------------- |
| | Garbacz Máté | Kapusok                                                        | Herceg Márton Ábel Földes László | Játékvezetők: Máhr-Stumpf Bonifác Gampel Máté Vonalbírók: Varjú-Bartal Levente Varjú Sebestyén |
| \| \| 0–1 \| 05:29 – Szekeres Tamás \| \| Kaposi József Csaba (Azari Zsolt, Raskin Valerii) – 21:00 \| 1–1 \| \| \| \| 1–2 \| 21:26 – Ábrahám Gergely (Rácz Dávid, Ötvös Borisz) \| \| Green Love Richard Texas (Azari Zsolt, Kaposi József Csaba) – 23:26 \| 2–2 \| \| \| \| 2–3 \| 35:05 – Magyar Gergely Gábor (Kárpáti Kristóf, Szekeres Tamás) \| \| Green Love Richard Texas (Azari Zsolt, Kaposi József Csaba) – 46:12 \| 3–3 \| \| |              |                                                                |                                  | Játékvezetők: Máhr-Stumpf Bonifác Gampel Máté Vonalbírók: Varjú-Bartal Levente Varjú Sebestyén |
| 4 perc | Büntetések   | 6 perc                                                         |                                  | Játékvezetők: Máhr-Stumpf Bonifác Gampel Máté Vonalbírók: Varjú-Bartal Levente Varjú Sebestyén |
| 42 | Lövések      | 23                                                             |                                  | Játékvezetők: Máhr-Stumpf Bonifác Gampel Máté Vonalbírók: Varjú-Bartal Levente Varjú Sebestyén |
| | 0–1          | 05:29 – Szekeres Tamás                                         |                                  | Játékvezetők: Máhr-Stumpf Bonifác Gampel Máté Vonalbírók: Varjú-Bartal Levente Varjú Sebestyén |
| Kaposi József Csaba (Azari Zsolt, Raskin Valerii) – 21:00 | 1–1          |                                                                |                                  | Játékvezetők: Máhr-Stumpf Bonifác Gampel Máté Vonalbírók: Varjú-Bartal Levente Varjú Sebestyén |
| | 1–2          | 21:26 – Ábrahám Gergely (Rácz Dávid, Ötvös Borisz)             |                                  | Játékvezetők: Máhr-Stumpf Bonifác Gampel Máté Vonalbírók: Varjú-Bartal Levente Varjú Sebestyén |
| Green Love Richard Texas (Azari Zsolt, Kaposi József Csaba) – 23:26 | 2–2          |                                                                |                                  |                                                                                                |
| | 2–3          | 35:05 – Magyar Gergely Gábor (Kárpáti Kristóf, Szekeres Tamás) |                                  |                                                                                                |
| Green Love Richard Texas (Azari Zsolt, Kaposi József Csaba) – 46:12 | 3–3          |                                                                |                                  |                                                                                                |

| 2024. október 15. 18:30 | UNI Győr ETO HC | 6–3 (2–2, 2–0, 2–1) | Lehel HC | Nemak jégcsarnok, Győr Nézőszám: 379 |

| Jegyzőkönyv | Jegyzőkönyv | Jegyzőkönyv                                                   | Jegyzőkönyv     | Jegyzőkönyv                                                                                |
| --- | ----------- | ------------------------------------------------------------- | --------------- | ------------------------------------------------------------------------------------------ |
| | Róth Nándor | Kapusok                                                       | Monostori Tamás | Játékvezetők: Fényi S. Barnabás Németh Márton Vonalbírók: Sábián Balázs Gebei Bence László |
| \| Horváth Richárd (Dézsi Bence, Szűcs István Gábor) – 03:01 \| 1–0 \| \| \| \| 1–1 \| 04:01 – Antal Barnabás Péter (Rőczei Zsolt, Gere Máté) \| \| Csölle Dániel Zoltán (Jábor Bendegúz, Madácsi Benedek) – 07:17 \| 2–1 \| \| \| \| 2–2 \| >18:56 – Pinczés Olivér (Popov Grigori) \| \| Koczkás Márk (Tovkach Yulian, Csata Sebestyén) – 30:58 \| 3–2 \| \| \| Makovics Bence (Jábor Bendegúz) – 33:23 \| 4–2 \| \| \| Jábor Bendegúz (Makovics Bence, Nagy Márk Máté) – 51:01 \| 5–2 \| \| \| Makovics Bence (Jábor Bendegúz) – 51:19 \| 6–2 \| \| \| \| 6–3 \| 52:43 – Prilutskii Alexsandr (Popov Grigorii, Pinczés Olivér) \| |             |                                                               |                 | Játékvezetők: Fényi S. Barnabás Németh Márton Vonalbírók: Sábián Balázs Gebei Bence László |
| 6 perc | Büntetések  | 8 perc                                                        |                 | Játékvezetők: Fényi S. Barnabás Németh Márton Vonalbírók: Sábián Balázs Gebei Bence László |
| 45 | Lövések     | 37                                                            |                 | Játékvezetők: Fényi S. Barnabás Németh Márton Vonalbírók: Sábián Balázs Gebei Bence László |
| Horváth Richárd (Dézsi Bence, Szűcs István Gábor) – 03:01 | 1–0         |                                                               |                 | Játékvezetők: Fényi S. Barnabás Németh Márton Vonalbírók: Sábián Balázs Gebei Bence László |
| | 1–1         | 04:01 – Antal Barnabás Péter (Rőczei Zsolt, Gere Máté)        |                 | Játékvezetők: Fényi S. Barnabás Németh Márton Vonalbírók: Sábián Balázs Gebei Bence László |
| Csölle Dániel Zoltán (Jábor Bendegúz, Madácsi Benedek) – 07:17 | 2–1         |                                                               |                 | Játékvezetők: Fényi S. Barnabás Németh Márton Vonalbírók: Sábián Balázs Gebei Bence László |
| | 2–2         | >18:56 – Pinczés Olivér (Popov Grigori)                       |                 |                                                                                            |
| Koczkás Márk (Tovkach Yulian, Csata Sebestyén) – 30:58 | 3–2         |                                                               |                 |                                                                                            |
| Makovics Bence (Jábor Bendegúz) – 33:23 | 4–2         |                                                               |                 |                                                                                            |
| Jábor Bendegúz (Makovics Bence, Nagy Márk Máté) – 51:01 | 5–2         |                                                               |                 |                                                                                            |
| Makovics Bence (Jábor Bendegúz) – 51:19 | 6–2         |                                                               |                 |                                                                                            |
| | 6–3         | 52:43 – Prilutskii Alexsandr (Popov Grigorii, Pinczés Olivér) |                 |                                                                                            |

| 2024. október 29. 18:00 | Újpesti Jégkorong Akadémia | 0–4 (0–1, 0–1, 0–2) | DVTK Jegesmedvék Akadémia | UTE Szilágyi utcai jégcsarnok, Budapest Nézőszám: 101 |

| Jegyzőkönyv | Jegyzőkönyv   | Jegyzőkönyv                                                              | Jegyzőkönyv  | Jegyzőkönyv                                                                             |
| --- | ------------- | ------------------------------------------------------------------------ | ------------ | --------------------------------------------------------------------------------------- |
| | Váradi András | Kapusok                                                                  | Buda, Márton | Játékvezetők: Fényi S. Barnabás Haszonits Miklós Vonalbírók: Szabó Dávid Kocsány Balázs |
| \| \| 0–1 \| 16:15 – Pásztor József (Kinloch Varga Noah Xu-Bin, Kozlenko Ivan) \| \| \| 0–2 \| 25:36 – Makai Miklós (Pásztor József, Horváth Benedek László) \| \| \| 0–3 \| 42:04 – Nemchinov Aleksandr (Mészáros Levente) \| \| \| 0–4 \| 42:53 – Kinloch Varga Noah Xu-Bin (Sidorov Ivan, Horváth Benedek László) \| |               |                                                                          |              | Játékvezetők: Fényi S. Barnabás Haszonits Miklós Vonalbírók: Szabó Dávid Kocsány Balázs |
| 10 perc | Büntetések    | 4 perc                                                                   |              | Játékvezetők: Fényi S. Barnabás Haszonits Miklós Vonalbírók: Szabó Dávid Kocsány Balázs |
| 19 | Lövések       | 37                                                                       |              | Játékvezetők: Fényi S. Barnabás Haszonits Miklós Vonalbírók: Szabó Dávid Kocsány Balázs |
| | 0–1           | 16:15 – Pásztor József (Kinloch Varga Noah Xu-Bin, Kozlenko Ivan)        |              | Játékvezetők: Fényi S. Barnabás Haszonits Miklós Vonalbírók: Szabó Dávid Kocsány Balázs |
| | 0–2           | 25:36 – Makai Miklós (Pásztor József, Horváth Benedek László)            |              | Játékvezetők: Fényi S. Barnabás Haszonits Miklós Vonalbírók: Szabó Dávid Kocsány Balázs |
| | 0–3           | 42:04 – Nemchinov Aleksandr (Mészáros Levente)                           |              | Játékvezetők: Fényi S. Barnabás Haszonits Miklós Vonalbírók: Szabó Dávid Kocsány Balázs |
| | 0–4           | 42:53 – Kinloch Varga Noah Xu-Bin (Sidorov Ivan, Horváth Benedek László) |              |                                                                                         |

| 2024. október 29. 18:00 | Lehel HC | 3–2 (1–1, 0–1, 2–0) | UNI Győr ETO HC | Jászberényi Jégcsarnok, Jászberény Nézőszám: 299 |

| Jegyzőkönyv | Jegyzőkönyv     | Jegyzőkönyv                              | Jegyzőkönyv | Jegyzőkönyv                                                                   |
| --- | --------------- | ---------------------------------------- | ----------- | ----------------------------------------------------------------------------- |
| | Monostori Tamás | Kapusok                                  | Róth Nándor | Játékvezetők: Juhász Gábor Szabó Dániel Vonalbírók: Ling Tamás Szeszák Martin |
| \| Prilutskii Alexsandr (Strenk Olivér Dániel, Fazakas Erik László) – 11:21 \| 1–0 \| \| \| \| 1–1 \| 18:00 – Nagy Márk Máté (Csata Sebestyén) \| \| \| 1–2 \| 35:58 – Madácsi Benedek (Nagy Márk Máté) \| \| Pinczés Olivér (Pukhliak Artsiom, Borbát Márk) – 56:38 \| 2–2 \| \| \| Popov Grigorii – 57:55 \| 3–2 \| \| |                 |                                          |             | Játékvezetők: Juhász Gábor Szabó Dániel Vonalbírók: Ling Tamás Szeszák Martin |
| 10 perc | Büntetések      | 18 perc                                  |             | Játékvezetők: Juhász Gábor Szabó Dániel Vonalbírók: Ling Tamás Szeszák Martin |
| 25 | Lövések         | 33                                       |             | Játékvezetők: Juhász Gábor Szabó Dániel Vonalbírók: Ling Tamás Szeszák Martin |
| Prilutskii Alexsandr (Strenk Olivér Dániel, Fazakas Erik László) – 11:21 | 1–0             |                                          |             | Játékvezetők: Juhász Gábor Szabó Dániel Vonalbírók: Ling Tamás Szeszák Martin |
| | 1–1             | 18:00 – Nagy Márk Máté (Csata Sebestyén) |             | Játékvezetők: Juhász Gábor Szabó Dániel Vonalbírók: Ling Tamás Szeszák Martin |
| | 1–2             | 35:58 – Madácsi Benedek (Nagy Márk Máté) |             | Játékvezetők: Juhász Gábor Szabó Dániel Vonalbírók: Ling Tamás Szeszák Martin |
| Pinczés Olivér (Pukhliak Artsiom, Borbát Márk) – 56:38 | 2–2             |                                          |             |                                                                               |
| Popov Grigorii – 57:55 | 3–2             |                                          |             |                                                                               |

| 2024. október 29. 18:50 | FTC-Telekom B | 2–3 (1–2, 1–0, 0–1) | Goodwill Pharma Szeged | FTC Sátras Jégpálya, Budapest Nézőszám: 58 |

| Jegyzőkönyv | Jegyzőkönyv   | Jegyzőkönyv                                        | Jegyzőkönyv  | Jegyzőkönyv                                                                               |
| --- | ------------- | -------------------------------------------------- | ------------ | ----------------------------------------------------------------------------------------- |
| | Földes László | Kapusok                                            | Garbacz Máté | Játékvezetők: Németh Márton Dósa Krisztián Vonalbírók: Varjú Sebestyén Gebei Bence László |
| \| Bóna Dávid (Vadkerti Zalán, Cserepes Csanád) – 09:37 \| 1–0 \| \| \| \| 1–1 \| 12:15 – Green Love Richard Texas (Béres Boldizsár) \| \| \| 1–2 \| 13:38 – Jakab Zoltán Máté \| \| Modok Levente Máté – 28:35 \| 2–2 \| \| \| \| 2–3 \| 48:56 – Biakin Artem \| |               |                                                    |              | Játékvezetők: Németh Márton Dósa Krisztián Vonalbírók: Varjú Sebestyén Gebei Bence László |
| 12 perc | Büntetések    | 8 perc                                             |              | Játékvezetők: Németh Márton Dósa Krisztián Vonalbírók: Varjú Sebestyén Gebei Bence László |
| 38 | Lövések       | 33                                                 |              | Játékvezetők: Németh Márton Dósa Krisztián Vonalbírók: Varjú Sebestyén Gebei Bence László |
| Bóna Dávid (Vadkerti Zalán, Cserepes Csanád) – 09:37 | 1–0           |                                                    |              | Játékvezetők: Németh Márton Dósa Krisztián Vonalbírók: Varjú Sebestyén Gebei Bence László |
| | 1–1           | 12:15 – Green Love Richard Texas (Béres Boldizsár) |              | Játékvezetők: Németh Márton Dósa Krisztián Vonalbírók: Varjú Sebestyén Gebei Bence László |
| | 1–2           | 13:38 – Jakab Zoltán Máté                          |              | Játékvezetők: Németh Márton Dósa Krisztián Vonalbírók: Varjú Sebestyén Gebei Bence László |
| Modok Levente Máté – 28:35 | 2–2           |                                                    |              |                                                                                           |
| | 2–3           | 48:56 – Biakin Artem                               |              |                                                                                           |

### 2. forduló
| 2024. november 12. 18:10 | Goodwill Pharma Szeged | 2–7 (1–3, 1–1, 0–3) | FEHA19 | Szegedi Jégcsarnok, Szeged Nézőszám: 300 |

| Jegyzőkönyv | Jegyzőkönyv  | Jegyzőkönyv                                                   | Jegyzőkönyv | Jegyzőkönyv                                                                                 |
| --- | ------------ | ------------------------------------------------------------- | ----------- | ------------------------------------------------------------------------------------------- |
| | Garbacz Máté | Kapusok                                                       | Csibi Dávid | Játékvezetők: Gebei Gergely Korbuly Gergely Vonalbírók: Gebei Bence László Kis-Király Barna |
| \| \| 0–1 \| 02:27 – Szöllősi Csaba \| \| \| 0–2 \| 09:25 – Zezelj Anze (Dobos Mihály Bendegúz, Farkas László) \| \| \| 0–3 \| 18:54 – Németh Zalán (Kárpáti Kristóf, Szekeres Tamás) \| \| Gusarov Aleksandr – 19:58 \| 1–3 \| \| \| \| 1–4 \| 21:23 – Siftar Anze (Horváth Donát Dominik, Ambrus Csongor) \| \| Béres Boldizsár (Zorin Bogdan) – 33:49 \| 2–4 \| \| \| \| 2–5 \| 46:15 – Szabó Péter (Dobos Mihály Bendegúz, Zezelj Anze) \| \| \| 2–6 \| 49:27 – Erdőhelyi István (Horváth Donát Dominik, Zezelj Anze) \| \| \| 2–7 \| 51:37 – Szöllősi Csaba (Alapi Márton, Antonijevic Aleksandar) \| |              |                                                               |             | Játékvezetők: Gebei Gergely Korbuly Gergely Vonalbírók: Gebei Bence László Kis-Király Barna |
| 2 perc | Büntetések   | 4 perc                                                        |             | Játékvezetők: Gebei Gergely Korbuly Gergely Vonalbírók: Gebei Bence László Kis-Király Barna |
| 14 | Lövések      | 62                                                            |             | Játékvezetők: Gebei Gergely Korbuly Gergely Vonalbírók: Gebei Bence László Kis-Király Barna |
| | 0–1          | 02:27 – Szöllősi Csaba                                        |             | Játékvezetők: Gebei Gergely Korbuly Gergely Vonalbírók: Gebei Bence László Kis-Király Barna |
| | 0–2          | 09:25 – Zezelj Anze (Dobos Mihály Bendegúz, Farkas László)    |             | Játékvezetők: Gebei Gergely Korbuly Gergely Vonalbírók: Gebei Bence László Kis-Király Barna |
| | 0–3          | 18:54 – Németh Zalán (Kárpáti Kristóf, Szekeres Tamás)        |             | Játékvezetők: Gebei Gergely Korbuly Gergely Vonalbírók: Gebei Bence László Kis-Király Barna |
| Gusarov Aleksandr – 19:58 | 1–3          |                                                               |             |                                                                                             |
| | 1–4          | 21:23 – Siftar Anze (Horváth Donát Dominik, Ambrus Csongor)   |             |                                                                                             |
| Béres Boldizsár (Zorin Bogdan) – 33:49 | 2–4          |                                                               |             |                                                                                             |
| | 2–5          | 46:15 – Szabó Péter (Dobos Mihály Bendegúz, Zezelj Anze)      |             |                                                                                             |
| | 2–6          | 49:27 – Erdőhelyi István (Horváth Donát Dominik, Zezelj Anze) |             |                                                                                             |
| | 2–7          | 51:37 – Szöllősi Csaba (Alapi Márton, Antonijevic Aleksandar) |             |                                                                                             |

| 2024. november 12. 18:30 | DEAC | 8–1 (3–0, 5–0, 0–1) | DVTK Jegesmedvék Akadémia | Debreceni Jégcsarnok, Debrecen Nézőszám: 321 |

| Jegyzőkönyv | Jegyzőkönyv                     | Jegyzőkönyv                                                | Jegyzőkönyv                            | Jegyzőkönyv                                                                   |
| --- | ------------------------------- | ---------------------------------------------------------- | -------------------------------------- | ----------------------------------------------------------------------------- |
| | Szeles Martin, Grigorii Romanov | Kapusok                                                    | Buda Márton, Veres-Fucsku Bence Dániel | Játékvezetők: Juhász Gábor Sipos Roland Vonalbírók: Ling Tamás Szeszák Martin |
| \| Dobmayer Dominik (Kreisz Brúnó, Novotny Dominik) – 04:58 \| 1–0 \| \| \| Dobmayer Dominik (Mihalik Gergő, Molnár Dávid) – 12:17 \| 2–0 \| \| \| Jakabfy Csongor (Novotny Dominik, Mihalik András) – 18:13 \| 3–0 \| \| \| Tsulyhin Ilya (Smirnov Mark, Dobmayer Dominik) – 20:43 \| 4–0 \| \| \| Mihalik András (Buchkin Mikhail, Jakabfy Csongor) – 21:35 \| 5–0 \| \| \| Mihalik András (Jakabfy Csongor) – 25:34 \| 6–0 \| \| \| Molnár Dávid (Mihalik Gergő) – 25:56 \| 7–0 \| \| \| Bukor Rajmund (Tsulyhin Ilya, Jakabfy Sámuel) – 27:48 \| 8–0 \| \| \| \| 8–1 \| 53:16 – Pásztor József (Nemchinov Aleksandr, Makai Miklós) \| |                                 |                                                            |                                        | Játékvezetők: Juhász Gábor Sipos Roland Vonalbírók: Ling Tamás Szeszák Martin |
| 10 perc | Büntetések                      | 4 perc                                                     |                                        | Játékvezetők: Juhász Gábor Sipos Roland Vonalbírók: Ling Tamás Szeszák Martin |
| 43 | Lövések                         | 25                                                         |                                        | Játékvezetők: Juhász Gábor Sipos Roland Vonalbírók: Ling Tamás Szeszák Martin |
| Dobmayer Dominik (Kreisz Brúnó, Novotny Dominik) – 04:58 | 1–0                             |                                                            |                                        | Játékvezetők: Juhász Gábor Sipos Roland Vonalbírók: Ling Tamás Szeszák Martin |
| Dobmayer Dominik (Mihalik Gergő, Molnár Dávid) – 12:17 | 2–0                             |                                                            |                                        | Játékvezetők: Juhász Gábor Sipos Roland Vonalbírók: Ling Tamás Szeszák Martin |
| Jakabfy Csongor (Novotny Dominik, Mihalik András) – 18:13 | 3–0                             |                                                            |                                        | Játékvezetők: Juhász Gábor Sipos Roland Vonalbírók: Ling Tamás Szeszák Martin |
| Tsulyhin Ilya (Smirnov Mark, Dobmayer Dominik) – 20:43 | 4–0                             |                                                            |                                        |                                                                               |
| Mihalik András (Buchkin Mikhail, Jakabfy Csongor) – 21:35 | 5–0                             |                                                            |                                        |                                                                               |
| Mihalik András (Jakabfy Csongor) – 25:34 | 6–0                             |                                                            |                                        |                                                                               |
| Molnár Dávid (Mihalik Gergő) – 25:56 | 7–0                             |                                                            |                                        |                                                                               |
| Bukor Rajmund (Tsulyhin Ilya, Jakabfy Sámuel) – 27:48 | 8–0                             |                                                            |                                        |                                                                               |
| | 8–1                             | 53:16 – Pásztor József (Nemchinov Aleksandr, Makai Miklós) |                                        |                                                                               |

| 2024. november 12. 18:30 | UNI Győr ETO HC | 5–0 (5–0, 0–0, 0–0) | MAC Ikonok | Nemak jégcsarnok, Győr Nézőszám: 152 |

| Jegyzőkönyv | Jegyzőkönyv                 | Jegyzőkönyv | Jegyzőkönyv         | Jegyzőkönyv                                                                               |
| ----------- | --------------------------- | ----------- | ------------------- | ----------------------------------------------------------------------------------------- |
|             | Simo Noah Áron, Róth Nándor | Kapusok     | Gadácsi János Győző | Játékvezetők: Árkovics Gergő Tóth Renátó Vonalbírók: Varjú Sebestyén Varjú-Bartal Levente |
|             |                             |             |                     | Játékvezetők: Árkovics Gergő Tóth Renátó Vonalbírók: Varjú Sebestyén Varjú-Bartal Levente |
| 0 perc      | Büntetések                  | 0 perc      |                     | Játékvezetők: Árkovics Gergő Tóth Renátó Vonalbírók: Varjú Sebestyén Varjú-Bartal Levente |
| 0           | Lövések                     | 0           |                     | Játékvezetők: Árkovics Gergő Tóth Renátó Vonalbírók: Varjú Sebestyén Varjú-Bartal Levente |

| 2024. november 26. 18:30 | FEHA19 | 10–0 (3–0, 1–0, 6–0) | Goodwill Pharma Szeged | Ifjabb Ocskay Gábor Jégcsarnok, Székesfehérvár Nézőszám: 223 |

| Jegyzőkönyv | Jegyzőkönyv                    | Jegyzőkönyv | Jegyzőkönyv                 | Jegyzőkönyv                                                                     |
| --- | ------------------------------ | ----------- | --------------------------- | ------------------------------------------------------------------------------- |
| | Csibi Dávid, Melnichuk, Nikita | Kapusok     | Garbacz Máté, Sáfrán Balázs | Játékvezetők: Tóth Renátó Majoros Dániel Vonalbírók: Ozsváth Erik Sábián Balázs |
| \| Szita Donát (Hakanen Santtu) – 04:44 \| 1–0 \| \| \| Szita Donát (Hakanen Santtu, Bajkó Botond) – 08:00 \| 2–0 \| \| \| Zezelj Anze (Dobos Mihály Bendegúz) – 16:33 \| 3–0 \| \| \| Dobos Mihály Bendegúz (Horváth Donát Dominik, Zezelj Anze) – 30:00 \| 4–0 \| \| \| Hakanen Santtu (Szita Donát, Bogesic Vedran) – 47:50 \| 5–0 \| \| \| Németh Zalán (Alapi Márton, Bogesic Vedran) – 50:45 \| 6–0 \| \| \| Zezelj Anze (Dobos Mihály Bendegúz, Farkas László) – 54:38 \| 7–0 \| \| \| Antonijevic Aleksandar (Balogh Ádám, Balasits Barnabás) – 54:52 \| 8–0 \| \| \| Hakanen Santtu (Bajkó Botond, Németh Zalán) – 57:29 \| 9–0 \| \| \| Zezelj Anze (Dobos Mihály Bendegúz) – 58:14 \| 10–0 \| \| |                                |             |                             | Játékvezetők: Tóth Renátó Majoros Dániel Vonalbírók: Ozsváth Erik Sábián Balázs |
| 2 perc | Büntetések                     | 10 perc     |                             | Játékvezetők: Tóth Renátó Majoros Dániel Vonalbírók: Ozsváth Erik Sábián Balázs |
| 61 | Lövések                        | 13          |                             | Játékvezetők: Tóth Renátó Majoros Dániel Vonalbírók: Ozsváth Erik Sábián Balázs |
| Szita Donát (Hakanen Santtu) – 04:44 | 1–0                            |             |                             | Játékvezetők: Tóth Renátó Majoros Dániel Vonalbírók: Ozsváth Erik Sábián Balázs |
| Szita Donát (Hakanen Santtu, Bajkó Botond) – 08:00 | 2–0                            |             |                             | Játékvezetők: Tóth Renátó Majoros Dániel Vonalbírók: Ozsváth Erik Sábián Balázs |
| Zezelj Anze (Dobos Mihály Bendegúz) – 16:33 | 3–0                            |             |                             | Játékvezetők: Tóth Renátó Majoros Dániel Vonalbírók: Ozsváth Erik Sábián Balázs |
| Dobos Mihály Bendegúz (Horváth Donát Dominik, Zezelj Anze) – 30:00 | 4–0                            |             |                             |                                                                                 |
| Hakanen Santtu (Szita Donát, Bogesic Vedran) – 47:50 | 5–0                            |             |                             |                                                                                 |
| Németh Zalán (Alapi Márton, Bogesic Vedran) – 50:45 | 6–0                            |             |                             |                                                                                 |
| Zezelj Anze (Dobos Mihály Bendegúz, Farkas László) – 54:38 | 7–0                            |             |                             |                                                                                 |
| Antonijevic Aleksandar (Balogh Ádám, Balasits Barnabás) – 54:52 | 8–0                            |             |                             |                                                                                 |
| Hakanen Santtu (Bajkó Botond, Németh Zalán) – 57:29 | 9–0                            |             |                             |                                                                                 |
| Zezelj Anze (Dobos Mihály Bendegúz) – 58:14 | 10–0                           |             |                             |                                                                                 |

| 2024. november 26. 18:45 | DVTK Jegesmedvék Akadémia | 3–2 (1–1, 0–0, 2–1) | DEAC | Miskolci Jégcsarnok, Miskolc Nézőszám: 72 |

| Jegyzőkönyv | Jegyzőkönyv              | Jegyzőkönyv                                           | Jegyzőkönyv                      | Jegyzőkönyv                                                                                  |
| --- | ------------------------ | ----------------------------------------------------- | -------------------------------- | -------------------------------------------------------------------------------------------- |
| | Buda Márton, Gazsek Máté | Kapusok                                               | Szeles Martin, Romanov, Grigorii | Játékvezetők: Szabó Dániel Vincze Péter Tamás Vonalbírók: Crisan Hunor-Flavius Besenyei Áron |
| \| \| 0–1 \| 02:27 – Galoha Kirils (Shenfeld Anton) \| \| Mészáros Levente (Makai Miklós) – 16:19 \| 1–1 \| \| \| Sidorov Ivan (Kinloch Varga Noah Xu-Bin, György Róbert) – 47:03 \| 2–1 \| \| \| Makai Miklós (Horváth Benedek László, Nemchinov Aleksandr) – 48:21 \| 3–1 \| \| \| \| 3–2 \| 51:15 – Galoha Kirils (Shenfeld Anton, Tsulyhin Ilya) \| |                          |                                                       |                                  | Játékvezetők: Szabó Dániel Vincze Péter Tamás Vonalbírók: Crisan Hunor-Flavius Besenyei Áron |
| 20 perc | Büntetések               | 12 perc                                               |                                  | Játékvezetők: Szabó Dániel Vincze Péter Tamás Vonalbírók: Crisan Hunor-Flavius Besenyei Áron |
| 21 | Lövések                  | 52                                                    |                                  | Játékvezetők: Szabó Dániel Vincze Péter Tamás Vonalbírók: Crisan Hunor-Flavius Besenyei Áron |
| | 0–1                      | 02:27 – Galoha Kirils (Shenfeld Anton)                |                                  | Játékvezetők: Szabó Dániel Vincze Péter Tamás Vonalbírók: Crisan Hunor-Flavius Besenyei Áron |
| Mészáros Levente (Makai Miklós) – 16:19 | 1–1                      |                                                       |                                  | Játékvezetők: Szabó Dániel Vincze Péter Tamás Vonalbírók: Crisan Hunor-Flavius Besenyei Áron |
| Sidorov Ivan (Kinloch Varga Noah Xu-Bin, György Róbert) – 47:03 | 2–1                      |                                                       |                                  | Játékvezetők: Szabó Dániel Vincze Péter Tamás Vonalbírók: Crisan Hunor-Flavius Besenyei Áron |
| Makai Miklós (Horváth Benedek László, Nemchinov Aleksandr) – 48:21 | 3–1                      |                                                       |                                  |                                                                                              |
| | 3–2                      | 51:15 – Galoha Kirils (Shenfeld Anton, Tsulyhin Ilya) |                                  |                                                                                              |

| 2024. november 26. 19:40 | MAC Ikonok | 4–10 (1–2, 1–4, 2–4) | UNI Győr ETO HC | Kisstadion, Budapest Nézőszám: 15 |

| Jegyzőkönyv | Jegyzőkönyv         | Jegyzőkönyv                                           | Jegyzőkönyv                  | Jegyzőkönyv                                                                                    |
| --- | ------------------- | ----------------------------------------------------- | ---------------------------- | ---------------------------------------------------------------------------------------------- |
| | Gadácsi János Győző | Kapusok                                               | Róth Nándor, Simo, Noah Áron | Játékvezetők: Árkovics Gergő Gáspár Balázs Vonalbírók: Dömötör Bence Márk Varjú-Bartal Levente |
| \| Schmál Kristóf (Németh Árpád, Kedves Richárd Ferenc) – 09:27 \| 1–0 \| \| \| \| 1–1 \| 09:39 – Jábor Bendegúz (Sipák Martin, Makovics Bence) \| \| \| 1–2 \| 12:34 – Kiss Ádám (Madácsi Benedek, Almási Márk) \| \| Roczanov Dezső (Kőrösi Péter, Lakatos Levente) – 26:47 \| 2–2 \| \| \| \| 2–3 \| 29:06 – Dézsi Bence (Csata Sebestyén) \| \| \| 2–4 \| 33:25 – Csata Sebestyén (Fekete Botond) \| \| \| 2–5 \| 35:37 – Almási Márk (Csata Sebestyén) \| \| \| 2–6 \| 37:06 – Makovics Bence (Csölle Dániel Zoltán) \| \| \| 2–7 \| 40:31 – Dézsi Bence \| \| \| 2–8 \| 43:27 – Csata Sebestyén \| \| Németh Árpád (Tornyai Mátyás, Kedves Richárd Ferenc) – 46:26 \| 3–8 \| \| \| \| 3–9 \| 46:58 – Dézsi Bence (Csata Sebestyén) \| \| \| 3–10 \| 52:40 – Madácsi Benedek (Sipák Martin, Láday Bence) \| \| Lakatos Levente (Roczanov Dezső) – 58:26 \| 4–10 \| \| |                     |                                                       |                              | Játékvezetők: Árkovics Gergő Gáspár Balázs Vonalbírók: Dömötör Bence Márk Varjú-Bartal Levente |
| 4 perc | Büntetések          | 4 perc                                                |                              | Játékvezetők: Árkovics Gergő Gáspár Balázs Vonalbírók: Dömötör Bence Márk Varjú-Bartal Levente |
| 32 | Lövések             | 50                                                    |                              | Játékvezetők: Árkovics Gergő Gáspár Balázs Vonalbírók: Dömötör Bence Márk Varjú-Bartal Levente |
| Schmál Kristóf (Németh Árpád, Kedves Richárd Ferenc) – 09:27 | 1–0                 |                                                       |                              | Játékvezetők: Árkovics Gergő Gáspár Balázs Vonalbírók: Dömötör Bence Márk Varjú-Bartal Levente |
| | 1–1                 | 09:39 – Jábor Bendegúz (Sipák Martin, Makovics Bence) |                              | Játékvezetők: Árkovics Gergő Gáspár Balázs Vonalbírók: Dömötör Bence Márk Varjú-Bartal Levente |
| | 1–2                 | 12:34 – Kiss Ádám (Madácsi Benedek, Almási Márk)      |                              | Játékvezetők: Árkovics Gergő Gáspár Balázs Vonalbírók: Dömötör Bence Márk Varjú-Bartal Levente |
| Roczanov Dezső (Kőrösi Péter, Lakatos Levente) – 26:47 | 2–2                 |                                                       |                              |                                                                                                |
| | 2–3                 | 29:06 – Dézsi Bence (Csata Sebestyén)                 |                              |                                                                                                |
| | 2–4                 | 33:25 – Csata Sebestyén (Fekete Botond)               |                              |                                                                                                |
| | 2–5                 | 35:37 – Almási Márk (Csata Sebestyén)                 |                              |                                                                                                |
| | 2–6                 | 37:06 – Makovics Bence (Csölle Dániel Zoltán)         |                              |                                                                                                |
| | 2–7                 | 40:31 – Dézsi Bence                                   |                              |                                                                                                |
| | 2–8                 | 43:27 – Csata Sebestyén                               |                              |                                                                                                |
| Németh Árpád (Tornyai Mátyás, Kedves Richárd Ferenc) – 46:26 | 3–8                 |                                                       |                              |                                                                                                |
| | 3–9                 | 46:58 – Dézsi Bence (Csata Sebestyén)                 |                              |                                                                                                |
| | 3–10                | 52:40 – Madácsi Benedek (Sipák Martin, Láday Bence)   |                              |                                                                                                |
| Lakatos Levente (Roczanov Dezső) – 58:26 | 4–10                |                                                       |                              |                                                                                                |

### 3. forduló
| 2024. december 3. | Újpesti TE | 10–4 | UNI Győr ETO HC | Megyeri úti Jégcsarnok, Budapest |

|  |  |  |  |  |
|  |  |  |  |  |
|  |  |  |  |  |
|  |  |  |  |  |

| 2024. december 3. | Budapest Jégkorong Akadémia U21 | 1–5 | FEHA19 | Vasas Jégcentrum, Budapest |

|  |  |  |  |  |
|  |  |  |  |  |
|  |  |  |  |  |
|  |  |  |  |  |

| 2024. december 3. 18:30 | Debreceni EAC | 3–1 | DVTK Jegesmedvék | Debreceni jégcsarnok, Debrecen |

|  |  |  |  |  |
|  |  |  |  |  |
|  |  |  |  |  |
|  |  |  |  |  |

| 2024. december 17. | UNI Győr ETO HC | 1–4 | Újpesti TE | Nemak Jégcsarnok, Győr |

|  |  |  |  |  |
|  |  |  |  |  |
|  |  |  |  |  |
|  |  |  |  |  |

| 2024. december 17. | FEHA19 | 7–1 | Budapest Jégkorong Akadémia U21 | Ifjabb Ocskay Gábor Jégcsarnok, Székesfehérvár |

|  |  |  |  |  |
|  |  |  |  |  |
|  |  |  |  |  |
|  |  |  |  |  |

| 2024. december 17. 18:30 | DVTK Jegesmedvék | 3–3 | Debreceni EAC | Miskolci Jégcsarnok, Miskolc |

|  |  |  |  |  |
|  |  |  |  |  |
|  |  |  |  |  |
|  |  |  |  |  |

### 4. forduló
| 2025. január 7. 18:30 | Dunaújvárosi Acélbikák | 2–5 | Debreceni EAC |  |

|  |  |  |  |  |
|  |  |  |  |  |
|  |  |  |  |  |
|  |  |  |  |  |

| 2025. január 7. 18:40 | Budapest Jégkorong Akadémia Hockey Club | 1–1 | Újpesti TE |  |

|  |  |  |  |  |
|  |  |  |  |  |
|  |  |  |  |  |
|  |  |  |  |  |

| 2025. január 8. 18:40 | FEHA19 | 2–4 | Ferencvárosi TC |  |

|  |  |  |  |  |
|  |  |  |  |  |
|  |  |  |  |  |
|  |  |  |  |  |

| 2025. január 14. 18:00 | Újpesti TE | 2–3 | Budapest Jégkorong Akadémia Hockey Club |  |

|  |  |  |  |  |
|  |  |  |  |  |
|  |  |  |  |  |
|  |  |  |  |  |

| 2025. január 14. 18:30 | Ferencvárosi TC | 7–4 | FEHA19 |  |

|  |  |  |  |  |
|  |  |  |  |  |
|  |  |  |  |  |
|  |  |  |  |  |

| 2025. január 15. 18:30 | Debreceni EAC | 6–1 | Dunaújvárosi Acélbikák |  |

|  |  |  |  |  |
|  |  |  |  |  |
|  |  |  |  |  |
|  |  |  |  |  |

### Elődöntők
| 2025. január 31. | Debreceni EAC | 2–4 | Ferencvárosi TC | Tüskecsarnok, Budapest |

|  |  |  |  |  |
|  |  |  |  |  |
|  |  |  |  |  |
|  |  |  |  |  |

| 2025. január 31. | Fehérvár AV19 | 3–2 büntetőkkel | Budapest Jégkorong Akadémia Hockey Club | Tüskecsarnok, Budapest |

|  |  |  |  |  |
|  |  |  |  |  |
|  |  |  |  |  |
|  |  |  |  |  |

### Bronzmérkőzés
| 2025. február 1. | Budapest Jégkorong Akadémia Hockey Club | 5–3 | Debreceni EAC | Tüskecsarnok, Budapest |

|  |  |  |  |  |
|  |  |  |  |  |
|  |  |  |  |  |
|  |  |  |  |  |

### Döntő
| 2025. február 1. | Fehérvár AV19 | 1–3 | Ferencvárosi TC | Tüskecsarnok, Budapest |

|  |  |  |  |  |
|  |  |  |  |  |
|  |  |  |  |  |
|  |  |  |  |  |

A Ferencvárosi TC kupagyőztes csapatának tagjai: Arany Gergely, Janis Kalnins, Nagy Kristóf – Banga Nándor, Bán Károly, Jacob Crespi, David Booth, Adam Brady, Galajda Zsombor, Haranghy Bence, Tyson Helgesen, Josef Hrabal, Kárpáti Kristóf, Lauri Karmeniemi, Michael Keranen, Aku Kestila, Mattyasovszky Gergely, Molnár Dávid, Németh Attila, Valentyin Razumnyak, Leo Ring, Seregély Máté, Turbucz Martin, Tóth Gergő, Paavo Tyni, edző: Fodor Szabolcs

## Ágrajz
|  |                           |                           |                  |                  |               |               |               |               |             |             |   |  |            |            |            |            |  |  |           |           |           |  |  |       |       |       |
|  | 2. forduló                | 2. forduló                | 2. forduló       | 2. forduló       |               |               | 3. forduló    | 3. forduló    | 3. forduló  | 3. forduló  |   |  | 4. forduló | 4. forduló | 4. forduló | 4. forduló |  |  | Elődöntők | Elődöntők | Elődöntők |  |  | Döntő | Döntő | Döntő |
|  | 2. forduló                | 2. forduló                | 2. forduló       | 2. forduló       |               |               | 3. forduló    | 3. forduló    | 3. forduló  | 3. forduló  |   |  | 4. forduló | 4. forduló | 4. forduló | 4. forduló |  |  | Elődöntők | Elődöntők | Elődöntők |  |  | Döntő | Döntő | Döntő |
|  |                           |                           |                  |                  |               |               |               |               |             |             |   |  |            |            |            |            |  |  |           |           |           |  |  |       |       |       |
|  |                           |                           |                  |                  |               |               |               |               |             |             |   |  |            |            |            |            |  |  |           |           |           |  |  |       |       |       |
|  |                           |                           |                  |                  |               |               |               |               |             |             |   |  |            |            |            |            |  |  |           |           |           |  |  |       |       |       |
|  |                           |                           |                  |                  |               |               |               |               |             |             |   |  |            |            |            |            |  |  |           |           |           |  |  |       |       |       |
|  |                           |                           |                  |                  |               |               |               |               |             |             |   |  |            |            |            |            |  |  |           |           |           |  |  |       |       |       |
|  |                           |                           |                  |                  |               |               |               |               |             |             |   |  |            |            |            |            |  |  |           |           |           |  |  |       |       |       |
|  |                           |                           |                  |                  |               |               |               |               |             |             |   |  |            |            |            |            |  |  |           |           |           |  |  |       |       |       |
|  |                           |                           |                  |                  |               |               |               |               |             |             |   |  |            |            |            |            |  |  |           |           |           |  |  |       |       |       |
|  |                           |                           |                  |                  |               |               |               |               |             |             |   |  |            |            |            |            |  |  |           |           |           |  |  |       |       |       |
|  |                           |                           |                  |                  |               |               |               |               |             |             |   |  |            |            |            |            |  |  |           |           |           |  |  |       |       |       |
|  |                           |                           |                  |                  |               |               |               |               |             |             |   |  |            |            |            |            |  |  |           |           |           |  |  |       |       |       |
|  | DAB                       | DAB                       | 2                | 1                |               |               |               |               |             |             |   |  |            |            |            |            |  |  |           |           |           |  |  |       |       |       |
|  | DAB                       | DAB                       | 2                | 1                |               |               |               |               |             |             |   |  |            |            |            |            |  |  |           |           |           |  |  |       |       |       |
|  |                           |                           | Debreceni EAC    | Debreceni EAC    | 5             | 6             |               |               |             |             |   |  |            |            |            |            |  |  |           |           |           |  |  |       |       |       |
|  | Debreceni EAC             | Debreceni EAC             | Debreceni EAC    | Debreceni EAC    | 5             | 6             | 8             | 2             |             |             |   |  |            |            |            |            |  |  |           |           |           |  |  |       |       |       |
|  | Debreceni EAC             | Debreceni EAC             |                  |                  |               |               |               |               |             |             |   |  |            |            |            |            |  |  |           |           |           |  |  |       |       |       |
|  | DVTK Jegesmedvék Akadémia | DVTK Jegesmedvék Akadémia | 1                | 3                |               |               |               |               |             |             |   |  |            |            |            |            |  |  |           |           |           |  |  |       |       |       |
|  | DVTK Jegesmedvék Akadémia | DVTK Jegesmedvék Akadémia | 1                | 3                |               |               | Debreceni EAC | Debreceni EAC | 3           | 3           |   |  |            |            |            |            |  |  |           |           |           |  |  |       |       |       |
|  |                           |                           |                  |                  |               |               | Debreceni EAC | Debreceni EAC | 3           | 3           |   |  |            |            |            |            |  |  |           |           |           |  |  |       |       |       |
|  |                           |                           | DVTK Jegesmedvék | DVTK Jegesmedvék | 1             | 3             |               |               |             |             |   |  |            |            |            |            |  |  |           |           |           |  |  |       |       |       |
|  |                           |                           |                  |                  | 1             | 3             |               |               |             |             |   |  |            |            |            |            |  |  |           |           |           |  |  |       |       |       |
|  |                           |                           |                  |                  |               |               |               |               |             |             |   |  |            |            |            |            |  |  |           |           |           |  |  |       |       |       |
|  |                           |                           |                  |                  |               |               |               |               |             |             |   |  |            |            |            |            |  |  |           |           |           |  |  |       |       |       |
|  | Debreceni EAC             | Debreceni EAC             | 2                |                  |               |               |               |               |             |             |   |  |            |            |            |            |  |  |           |           |           |  |  |       |       |       |
|  | Debreceni EAC             | Debreceni EAC             | 2                |                  |               |               |               |               |             |             |   |  |            |            |            |            |  |  |           |           |           |  |  |       |       |       |
|  |                           |                           | Ferencvárosi TC  | Ferencvárosi TC  | 4             |               |               |               |             |             |   |  |            |            |            |            |  |  |           |           |           |  |  |       |       |       |
|  |                           |                           |                  |                  | 4             |               |               |               |             |             |   |  |            |            |            |            |  |  |           |           |           |  |  |       |       |       |
|  |                           |                           |                  |                  |               |               |               |               |             |             |   |  |            |            |            |            |  |  |           |           |           |  |  |       |       |       |
|  |                           |                           |                  |                  |               |               |               |               |             |             |   |  |            |            |            |            |  |  |           |           |           |  |  |       |       |       |
|  | Budapest JA U21           | Budapest JA U21           | 1                | 1                |               |               |               |               |             |             |   |  |            |            |            |            |  |  |           |           |           |  |  |       |       |       |
|  | Budapest JA U21           | Budapest JA U21           | 1                | 1                |               |               |               |               |             |             |   |  |            |            |            |            |  |  |           |           |           |  |  |       |       |       |
|  |                           |                           | FEHA19           | FEHA19           | 5             | 7             |               |               |             |             |   |  |            |            |            |            |  |  |           |           |           |  |  |       |       |       |
|  | Goodwill Pharma Szeged    | Goodwill Pharma Szeged    | FEHA19           | FEHA19           | 5             | 7             | 2             | 0             |             |             |   |  |            |            |            |            |  |  |           |           |           |  |  |       |       |       |
|  | Goodwill Pharma Szeged    | Goodwill Pharma Szeged    |                  |                  |               |               |               |               |             |             |   |  |            |            |            |            |  |  |           |           |           |  |  |       |       |       |
|  | FEHA19                    | FEHA19                    | 7                | 10               |               |               |               |               |             |             |   |  |            |            |            |            |  |  |           |           |           |  |  |       |       |       |
|  | FEHA19                    | FEHA19                    | 7                | 10               |               |               | FEHA19        | FEHA19        | 2           | 4           |   |  |            |            |            |            |  |  |           |           |           |  |  |       |       |       |
|  |                           |                           |                  |                  |               |               |               |               |             |             |   |  |            |            |            |            |  |  |           |           |           |  |  |       |       |       |
|  |                           |                           | Ferencvárosi TC  | Ferencvárosi TC  | 4             | 7             |               |               |             |             |   |  |            |            |            |            |  |  |           |           |           |  |  |       |       |       |
|  |                           |                           |                  |                  | 4             | 7             |               |               |             |             |   |  |            |            |            |            |  |  |           |           |           |  |  |       |       |       |
|  |                           |                           |                  |                  |               |               |               |               |             |             |   |  |            |            |            |            |  |  |           |           |           |  |  |       |       |       |
|  |                           |                           |                  |                  |               |               |               |               |             |             |   |  |            |            |            |            |  |  |           |           |           |  |  |       |       |       |
|  |                           |                           |                  |                  |               |               |               |               |             |             |   |  |            |            |            |            |  |  |           |           |           |  |  |       |       |       |
|  |                           |                           |                  |                  |               |               |               |               |             |             |   |  |            |            |            |            |  |  |           |           |           |  |  |       |       |       |
|  |                           |                           |                  |                  |               |               |               |               |             |             |   |  |            |            |            |            |  |  |           |           |           |  |  |       |       |       |
|  |                           |                           |                  |                  |               |               |               |               |             |             |   |  |            |            |            |            |  |  |           |           |           |  |  |       |       |       |
|  |                           |                           |                  |                  |               |               |               |               |             |             |   |  |            |            |            |            |  |  |           |           |           |  |  |       |       |       |
|  |                           |                           |                  |                  |               |               |               |               |             |             |   |  |            |            |            |            |  |  |           |           |           |  |  |       |       |       |
|  | Ferencvárosi TC           | Ferencvárosi TC           | 3                |                  |               |               |               |               |             |             |   |  |            |            |            |            |  |  |           |           |           |  |  |       |       |       |
|  | Ferencvárosi TC           | Ferencvárosi TC           | 3                |                  |               |               |               |               |             |             |   |  |            |            |            |            |  |  |           |           |           |  |  |       |       |       |
|  |                           |                           | Fehérvár AV19    | Fehérvár AV19    | 1             |               |               |               |             |             |   |  |            |            |            |            |  |  |           |           |           |  |  |       |       |       |
|  |                           |                           |                  |                  | 1             |               |               |               |             |             |   |  |            |            |            |            |  |  |           |           |           |  |  |       |       |       |
|  |                           |                           |                  |                  |               |               |               |               |             |             |   |  |            |            |            |            |  |  |           |           |           |  |  |       |       |       |
|  |                           |                           |                  |                  |               |               |               |               |             |             |   |  |            |            |            |            |  |  |           |           |           |  |  |       |       |       |
|  |                           |                           |                  |                  |               |               |               |               |             |             |   |  |            |            |            |            |  |  |           |           |           |  |  |       |       |       |
|  |                           |                           |                  |                  |               |               |               |               |             |             |   |  |            |            |            |            |  |  |           |           |           |  |  |       |       |       |
|  |                           |                           |                  |                  |               |               |               |               |             |             |   |  |            |            |            |            |  |  |           |           |           |  |  |       |       |       |
|  |                           |                           |                  |                  |               |               |               |               |             |             |   |  |            |            |            |            |  |  |           |           |           |  |  |       |       |       |
|  |                           |                           |                  |                  |               |               |               |               |             |             |   |  |            |            |            |            |  |  |           |           |           |  |  |       |       |       |
|  |                           |                           |                  |                  |               |               |               |               |             |             |   |  |            |            |            |            |  |  |           |           |           |  |  |       |       |       |
|  |                           |                           |                  |                  |               |               |               |               |             |             |   |  |            |            |            |            |  |  |           |           |           |  |  |       |       |       |
|  |                           |                           |                  |                  |               |               |               |               |             |             |   |  |            |            |            |            |  |  |           |           |           |  |  |       |       |       |
|  |                           |                           |                  |                  |               |               |               |               |             |             |   |  |            |            |            |            |  |  |           |           |           |  |  |       |       |       |
|  |                           |                           |                  |                  |               |               |               |               |             |             |   |  |            |            |            |            |  |  |           |           |           |  |  |       |       |       |
|  |                           |                           |                  |                  |               |               |               |               |             |             |   |  |            |            |            |            |  |  |           |           |           |  |  |       |       |       |
|  |                           |                           |                  |                  |               |               |               |               |             |             |   |  |            |            |            |            |  |  |           |           |           |  |  |       |       |       |
|  |                           |                           |                  |                  |               |               |               |               |             |             |   |  |            |            |            |            |  |  |           |           |           |  |  |       |       |       |
|  |                           |                           |                  |                  |               |               |               |               |             |             |   |  |            |            |            |            |  |  |           |           |           |  |  |       |       |       |
|  |                           |                           |                  |                  |               |               |               |               |             |             |   |  |            |            |            |            |  |  |           |           |           |  |  |       |       |       |
|  |                           |                           |                  |                  |               |               |               |               |             |             |   |  |            |            |            |            |  |  |           |           |           |  |  |       |       |       |
|  |                           |                           |                  |                  |               |               |               |               |             |             |   |  |            |            |            |            |  |  |           |           |           |  |  |       |       |       |
|  |                           |                           |                  |                  |               |               |               |               |             |             |   |  |            |            |            |            |  |  |           |           |           |  |  |       |       |       |
|  | Fehérvár AV19             | Fehérvár AV19             | 3                |                  |               |               |               |               |             |             |   |  |            |            |            |            |  |  |           |           |           |  |  |       |       |       |
|  | Fehérvár AV19             | Fehérvár AV19             | 3                |                  |               |               |               |               |             |             |   |  |            |            |            |            |  |  |           |           |           |  |  |       |       |       |
|  |                           |                           | Budapest JA      | Budapest JA      | 2             |               |               |               |             |             |   |  |            |            |            |            |  |  |           |           |           |  |  |       |       |       |
|  |                           |                           |                  |                  | 2             |               |               |               |             |             |   |  |            |            |            |            |  |  |           |           |           |  |  |       |       |       |
|  |                           |                           |                  |                  |               |               |               |               |             |             |   |  |            |            |            |            |  |  |           |           |           |  |  |       |       |       |
|  |                           |                           |                  |                  |               |               |               |               |             |             |   |  |            |            |            |            |  |  |           |           |           |  |  |       |       |       |
|  |                           |                           |                  |                  |               |               |               |               |             |             |   |  |            |            |            |            |  |  |           |           |           |  |  |       |       |       |
|  |                           |                           |                  |                  |               |               |               |               |             |             |   |  |            |            |            |            |  |  |           |           |           |  |  |       |       |       |
|  |                           |                           |                  |                  | Bronzmérkőzés |               |               |               |             |             |   |  |            |            |            |            |  |  |           |           |           |  |  |       |       |       |
|  |                           |                           |                  |                  |               |               |               |               |             |             |   |  |            |            |            |            |  |  |           |           |           |  |  |       |       |       |
|  |                           |                           |                  |                  |               |               |               |               |             |             |   |  |            |            |            |            |  |  |           |           |           |  |  |       |       |       |
|  |                           |                           |                  |                  |               |               |               |               |             |             |   |  |            |            |            |            |  |  |           |           |           |  |  |       |       |       |
|  | Budapest JA               | Budapest JA               | 1                | 3                | Debreceni EAC | Debreceni EAC | 3             |               |             |             |   |  |            |            |            |            |  |  |           |           |           |  |  |       |       |       |
|  | Budapest JA               | Budapest JA               | 1                | 3                | Debreceni EAC | Debreceni EAC | 3             |               |             |             |   |  |            |            |            |            |  |  |           |           |           |  |  |       |       |       |
|  |                           |                           | Újpesti TE       | Újpesti TE       | 1             | 2             |               |               | Budapest JA | Budapest JA | 5 |  |            |            |            |            |  |  |           |           |           |  |  |       |       |       |
|  |                           |                           |                  |                  | 1             | 2             |               |               | Budapest JA | Budapest JA | 5 |  |            |            |            |            |  |  |           |           |           |  |  |       |       |       |
|  |                           |                           |                  |                  |               |               |               |               |             |             |   |  |            |            |            |            |  |  |           |           |           |  |  |       |       |       |
|  |                           |                           |                  |                  |               |               |               |               |             |             |   |  |            |            |            |            |  |  |           |           |           |  |  |       |       |       |
|  | Újpesti TE                | Újpesti TE                | 10               | 4                |               |               |               |               |             |             |   |  |            |            |            |            |  |  |           |           |           |  |  |       |       |       |
|  | Újpesti TE                | Újpesti TE                | 10               | 4                |               |               |               |               |             |             |   |  |            |            |            |            |  |  |           |           |           |  |  |       |       |       |
|  |                           |                           | UNI Győr ETO HC  | UNI Győr ETO HC  | 4             | 1             |               |               |             |             |   |  |            |            |            |            |  |  |           |           |           |  |  |       |       |       |
|  | UNI Győr ETO HC           | UNI Győr ETO HC           | UNI Győr ETO HC  | UNI Győr ETO HC  | 4             | 1             | 5             | 10            |             |             |   |  |            |            |            |            |  |  |           |           |           |  |  |       |       |       |
|  | UNI Győr ETO HC           | UNI Győr ETO HC           |                  |                  |               |               |               |               |             |             |   |  |            |            |            |            |  |  |           |           |           |  |  |       |       |       |
|  | MAC Ikonok                | MAC Ikonok                | 0                | 4                |               |               |               |               |             |             |   |  |            |            |            |            |  |  |           |           |           |  |  |       |       |       |
|  | MAC Ikonok                | MAC Ikonok                | 0                | 4                |               |               |               |               |             |             |   |  |            |            |            |            |  |  |           |           |           |  |  |       |       |       |